# Sterntaucher

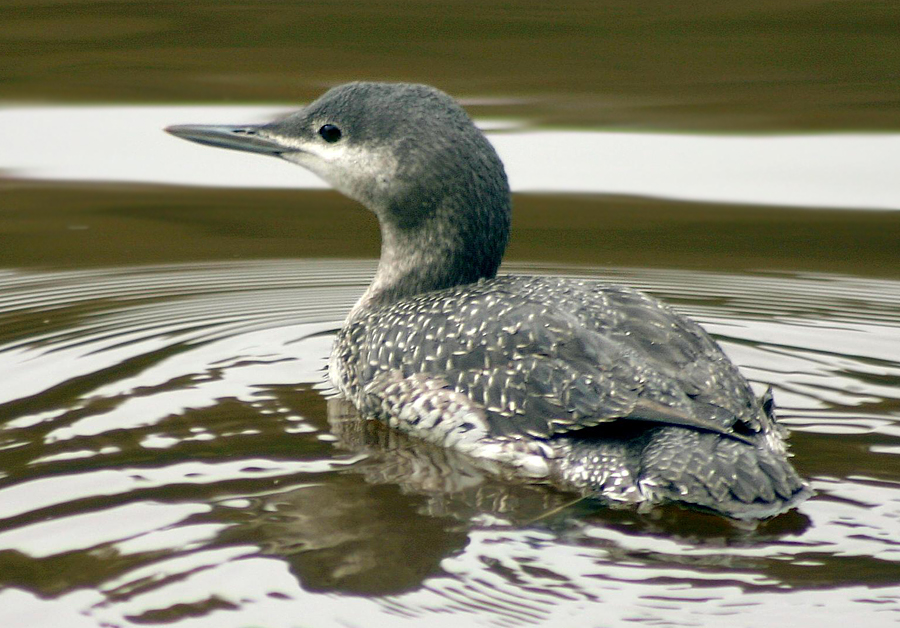
Sterntaucher im Jugendkleid

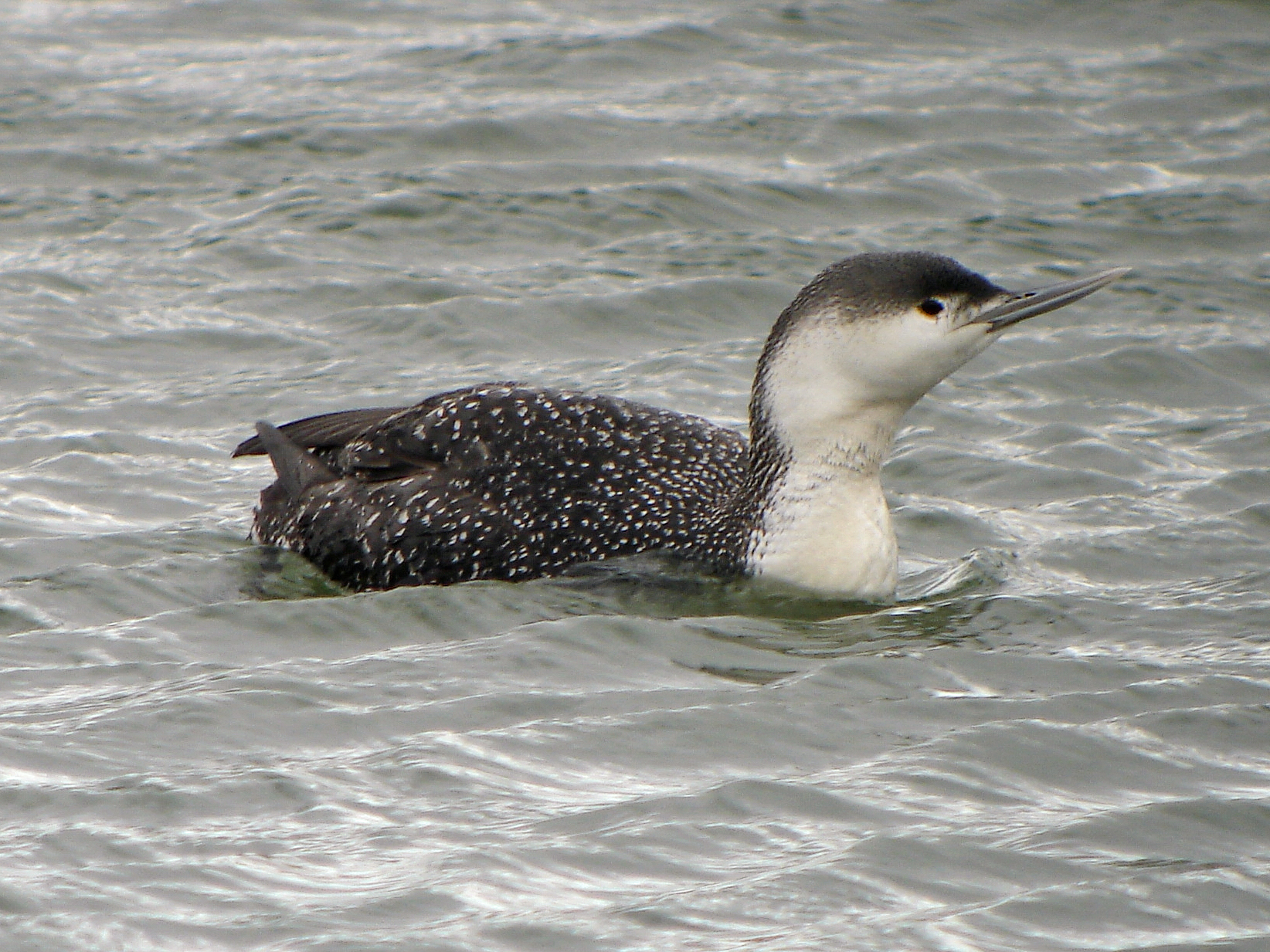
Sterntaucher im Schlichtkleid

Der Sterntaucher (Gavia stellata) ist die kleinste Art innerhalb der Gattung der Seetaucher (Gavia). Er brütet in der Tundra und der Taiga der Holarktis und kann auf dem Zug vor allem im Herbst auch in Mitteleuropa regelmäßig beobachtet werden. Von anderen Seetauchern unterscheidet sich der Sterntaucher durch seine geringe Körpergröße, seinen vergleichsweise dünnen Hals und kleinen Kopf, den leicht aufgeworfenen dünnen Schnabel sowie seine Körperoberseite, die bei auf dem Wasser schwimmenden Vögeln einheitlich grau wirkt. Er ist geselliger als andere Seetaucher und brütet in Westeuropa gelegentlich in geringem Abstand voneinander. In den Überwinterungsgebieten und auf dem Zug versammeln sich an besonders nahrungsreichen Plätzen gelegentlich eine größere Anzahl dieser Vögel. In Ausnahmefällen können diese Ansammlungen bis zu 500 Individuen betragen.
Der deutsche Name nimmt Bezug auf den dunkelroten Halsfleck. Eine ähnliche Benennung findet sich z. B. beim Weißsternigen Blaukehlchen. Auch die wissenschaftliche Artbezeichnung stellata bedeutet „mit Stern“.

## Beschreibung
Der Sterntaucher ist die kleinste Art der Gattung. Er erreicht eine Körperlänge von 55–67 cm und eine Spannweite von 91–110 cm. Männchen wiegen im Sommer im Mittel 1730 g und sind damit etwas schwerer als Weibchen, die im Sommer im Mittel 1480 g erreichen.
Im Prachtkleid ist die Art unverwechselbar. Rücken und Flügel sind auf der Oberseite einfarbig braun-grau. Der Kopf und die Halsseiten sind hellgrau, Hinterhals und Nacken sind fein schwarz-weiß gestreift und der Vorderhals ist fast über die gesamte Länge scharf abgesetzt rostrot. Brust, Bauch und die Unterflügeldecken sind rein weiß. Der Schnabel ist dunkelgrau, die Beine sind schwarz und die Füße grau, wobei die Zentren der Schwimmhäute fleischfarben sind. Die Iris ist rosa bis rot.
Im Schlichtkleid ist die gesamte Oberseite fein weiß gestrichelt. Der Hals ist überwiegend weiß, vor dem Auge befindet sich meist ebenfalls ein weißer Bereich. Der Schnabel ist blassgrau.
Das Jugendkleid ähnelt sehr dem Schlichtkleid, die Oberseitenstrichelung ist jedoch matter und die im Schlichtkleid weißen Bereiche am Hals sind grau überhaucht. Das erste Dunenkleid ist insgesamt dunkelbraun, die Körperunterseite ist jedoch etwas heller als die Körperoberseite. Das zweite Dunenkleid ähnelt dem ersten, jedoch sind die Bauchseiten braungrau.
Im Schlicht- und im Jugendkleid sind Sterntaucher leicht mit anderen Seetauchern, vor allem aber mit dem nur wenig größeren Prachttaucher zu verwechseln. Eindeutige Bestimmungsmerkmale des Sterntauchers im Vergleich zum Prachttaucher sind der leicht nach unten gewölbte und daher leicht nach oben gebogen wirkende Unterschnabel, der meist leicht aufwärts gehaltene Kopf, die im Schlichtkleid überwiegend weißen Halsseiten, der weiße Bereich vor dem Auge sowie der fehlende weiße Flankenfleck.

## Aktivitätsmuster und Fortbewegung
Sterntaucher sind vor allem in der Brutzeit ganztägig aktiv. Ihr Revierverhalten zeigen sie vor allem während der Nacht und am frühen Morgen. Der Zug findet überwiegend während des Tages statt. Da die Brutgewässer meistens wenig oder keine Nahrung haben, fischen sie täglich in größeren Seen oder auf dem Meer.
Der Sterntaucher hält sich meist auf dem Wasser auf, selten ist er auch im Flug zu beobachten. An Land geht er nur zur Brutzeit. Er ist ein ausgezeichneter Schwimmer und Taucher. Auf dem Wasser hält er sich verhältnismäßig hoch. Bei Gefahr lässt er sich so tief sinken, dass nur ein schmaler Streifen des Rückens, des Halses und der Kopf aus dem Wasser herausragen. Zu den typischen Bewegungsmustern des Sterntauchers gehört ein von Flügelschlägen begleitetes Aufrichten auf dem Wasser.
Sterntaucher tauchen in der Regel völlig lautlos unter. Ein von lautem Plätschern begleitetes Tauchen ist jedoch Bestandteil des Revierverhaltens und kann auch als Ablenkungsmanöver in der Nähe des Nestes dienen. Sie sind in der Lage, bis zu 90 Sekunden unter Wasser zu bleiben. Gewöhnlich tauchen sie jedoch nach 40 bis 50 Sekunden wieder an der Wasseroberfläche auf. Die Tauchtiefe beträgt gewöhnlich zwischen 2 und 9 Metern. Sie können jedoch auch Tiefen von 21 Meter erreichen. Sie schlafen auf dem Wasser, dabei legen sie den Kopf auf den Rücken und der Schnabel wird häufig ins Gefieder gesteckt.
Vom Wasser fliegen Sterntaucher mit kurzem Anlauf auf. Sie können auch von Land starten, im Notfall. Sie landen anders als Enten nicht mit den Füßen, sondern berühren die Wasseroberfläche zuerst mit der Brust. Im Flug strecken Sterntaucher die Füße nach hinten, der Hals ist nach vorn gestreckt und leicht geneigt. Der Flug ist schnell und geradlinig, die Flügelschläge rasch und recht tief. Sterntaucher fliegen grundsätzlich einzeln, auch verpaarte Sterntaucher halten in der Luft einigen Abstand voneinander.
An Land bewegen sie sich auf Grund ihres Körperbaus nur unbeholfen. Entweder kriechen sie auf dem Boden, wobei sie sich mit den Füßen abstoßen und mit den Flügeln nachhelfen oder in vertikaler Körperhaltung mit zu Boden gesenkten Köpfen. Die Jungen sind aber im Stande, längere Strecken auf dem Trockenen zu hüpfen.

## Lautäußerungen
Die Revierrufe werden im Unterschied zu anderen Tauchern meistens paarweise ausgeführt. Das Männchen ruft arro-arro, das Weibchen gleichzeitig eine längere Version, aaarroo-aaarroo. Oft schwimmt das Paar langsam vorwärts beim Rufen. Die Flugrufe ähneln denen von Gänsen und können mit "gak-gak-gak" umschrieben werden. Warnlaut ist ein Knarren. Während des Winters geben Sterntaucher überwiegend keine Laute.

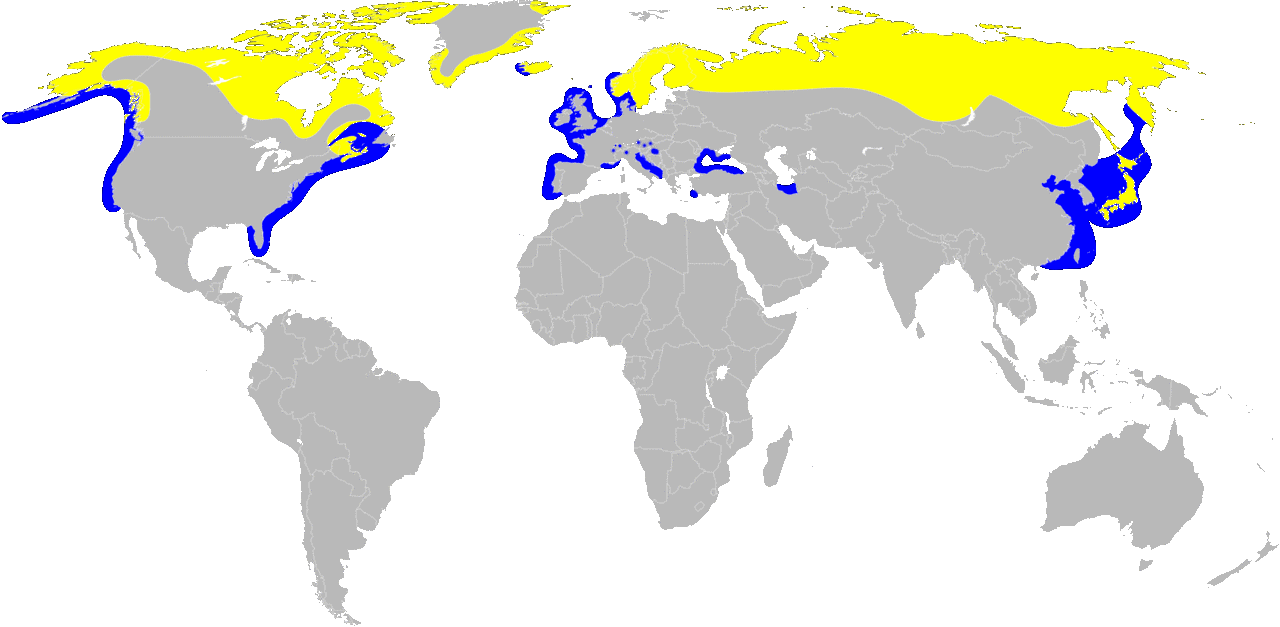
Verbreitungsgebiet: blau: auf Küsten- oder Binnengewässern; gelb: Sommerbrutgebiete in Tundren.

## Verbreitung und Lebensraum
Das Verbreitungsgebiet der Art ist zirkumpolar und umfasst die Tundra und die Taiga in Europa, Asien und Nordamerika. In Europa kommt die Art im Norden Irlands, in Schottland, in Island, in Norwegen, im mittleren und nördlichen Schweden, in Finnland sowie im Norden Russlands vor. Ihre Brutgebiete liegen bedeutend weiter nördlich als die anderer Seetaucher und reichen bis dicht an die arktische Wüste. Zur Brutzeit bewohnt die Art kleine Stillgewässer bis etwa 1 ha Größe und fliegt von dort zur Nahrungssuche zu benachbarten größeren Seen oder an die Meeresküste. Diese Brutgewässer weisen nicht selten eine Länge von nur 10 bis 15 Metern auf. Ihre geringste Ausdehnung wird vermutlich von der für das Auffliegen benötigten Anlaufstrecke bestimmt. Optimale Brutareale für den Sterntaucher sind die stark sumpfige Niederungstundra mit einem gut ausgebildeten Netz von Seen und Flussläufen sowie die ans Meer grenzende Tundra.

## Wanderungen
Sterntaucher sind je nach geographischer Lage Standvögel, Strichvögel oder Kurzstreckenzieher. Der Wegzug aus dem Brutgebiet beginnt ab August oder September und fällt zeitlich mit dem Flüggewerden der Jungen zusammen. In Europa überwintert die Art vor allem in der westlichen Ostsee, in der Nordsee und an der Küste des Atlantik von Norwegen bis zur Biskaya. Die Populationen Asiens überwintern überwiegend auf dem Schwarzen Meer und dem Kaspischen Meer. Die Art wird regelmäßig im mitteleuropäischen Binnenland nachgewiesen, vor allem im Spätherbst ab Mitte Oktober, seltener auf dem Heimzug von März bis Juni. Die meisten Nachweise erfolgen hier auf größeren Seen, während der Zugzeiten aber auch auf Flüssen und in Meeresbuchten.

## Ernährung
Der Sterntaucher erjagt seine Nahrung tauchend. Dabei nutzt er in der Regel nicht die kleinen Gewässer, an denen er brütet, sondern er fliegt zu größeren Seen, Flüssen oder zum Meer. Die Strecke, die er bis zu den Nahrungsgründen überwindet, kann dabei durchaus zehn Kilometer betragen. Wenn die Jungen kurz vor dem Flüggewerden sind, können solche Fütterungsflüge mehr als 50 mal am Tag stattfinden. Er bevorzugt flachere Gewässer als andere Arten der Gattung und sucht seine Nahrung sogar in Stromschnellen, wo er ähnlich wie Säger gegen die Strömung taucht. Erfasste Beute wird durch Quetschen mit dem Schnabel getötet.
Die Nahrung besteht überwiegend aus kleinen Fischen, daneben werden Frösche, Krebstiere, Weichtiere und vermutlich auch Wasserinsekten erbeutet. Zu den gefressenen Fischen gehören hauptsächlich junge Maränen und Lachsfische. Eine besonders große Rolle spielen Saibling, Plötze, Hasel, Ukelei, Flussbarsch und Groppen. Zu den Salzwasserfischen, die sie fressen, gehören Heringe und andere Heringsartige, Sandaal, Flunder und Dorschartige.

## Fortpflanzung
Aufgrund des zeitlichen Auftretens des definitiven Prachtkleides wird vermutet, dass Sterntaucher ihre Geschlechtsreife erst gegen Ende des zweiten, vielleicht aber auch erst im dritten Lebensjahr erreichen. Es sind monogame Vögel und da sie auch in den Überwinterungsgebieten oft paarweise anzutreffen sind, ist anzunehmen, dass die Paarbeziehung über mehr als eine Fortpflanzungsperiode besteht.

### Brutplätze und Nest

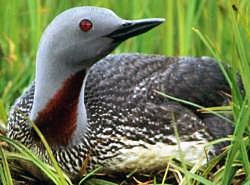
Sterntaucher auf dem Nest

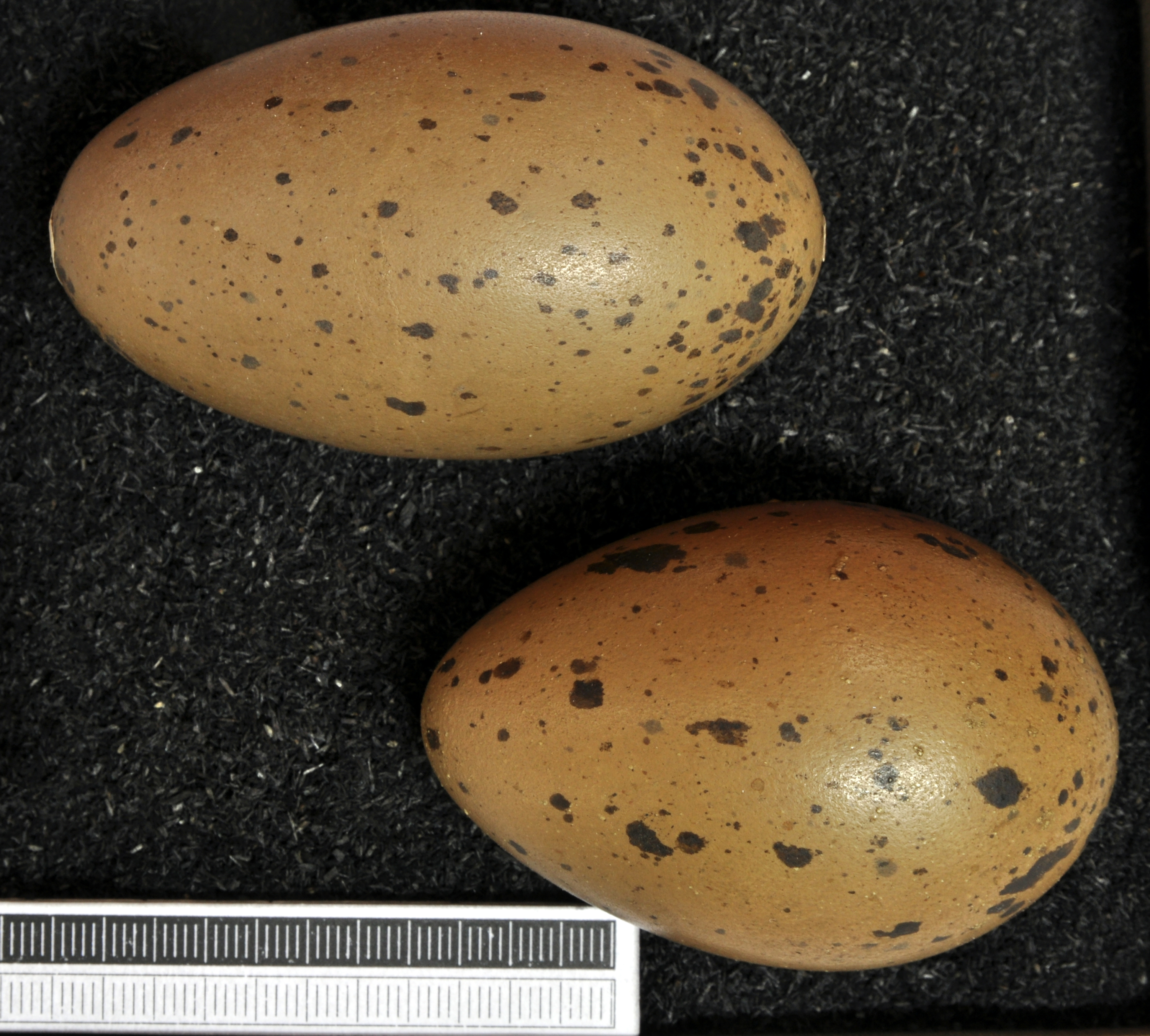
Gelege, Sammlung Museum Wiesbaden

Ihre Brutplätze erreichen Sterntaucher erst verhältnismäßig spät im Jahr. Sofort nach der Ankunft fängt das Paar an zu kopulieren, ohne eigentliche Balz. Die Kopulation geschieht am Ufer, oft auf dem Nest. Die Seen, die sie als Nahrungsgründe nutzen, weisen dann genügend große eisfreie Stellen auf und die kleineren Gewässer sind bereits vollständig eisfrei. Die Ankunftszeit im Brutgebiet wird wesentlich von der geographischen Breite der Gebiete bestimmt. In Westeuropa und im Norden des europäischen Teils Russlands erfolgt die Ankunft ab der ersten Maidekade bis in den Juni. In den Tundren Ostsibiriens treffen sie dagegen erst in der ersten bis zweiten Junidekade ein. Brutpaare sind generell sehr ortstreu und brüten wiederholt im selben Gewässer. Bei Mangel an geeigneten Gewässern benutzen sie sogar frühere Neststandorte.
Sterntaucher haben im Unterschied zu den anderen Seetauchern meistens nur ein kleines Revier um das Nest und suchen ihre Nahrung im Meer oder größeren Seen. In mehr arktischen Gebieten, wo geeignete Brutplätze rarer sind, brüten sie gelegentlich auch in kleinen Kolonien, wo die Nester wenige Meter voneinander liegen. Zur Reviermarkierung gehört das paarweise Schwimmen mit gestrecktem Hals und geneigtem Kopf oder mit fast senkrecht aus dem Wasser gehobenem Vorderkörper. Gleichzeitig wird oft paarweise gerufen.
Die Nester werden am Gewässerufer oder auf kleinen Inseln gebaut und bestehen nur aus einer mit Pflanzen ausgelegten Bodenmulde. Es bauen beide Elternvögel. Das Nest wird am Gewässerufer gebaut und hat oft als Basis einen festgestampften Haufen aus Moos, Seggenstängeln oder Arctophila. Manchmal verarbeiten Sterntaucher auch Algen, die sie tauchend vom Grund des Gewässers holen. Auf seichten Seen werden die Nester in der Flachwasserzone in der Ufervegetation errichtet. Das erste Nistmaterial legen die Sterntaucher dann in einer Gewässertiefe von 30 bis 80 Zentimeter zwischen Seggen- oder Arctophila-Bülten ab und errichten ein Nest in Form eines stumpfen Kegels, das von den Stängeln im Wasser gehalten wird. Diese Nestbaue sind sehr massiv, ragen aber nur fünf bis acht Zentimeter über die Wasseroberfläche. Unabhängig vom Neststandort weist das Nest immer eine Nestmulde von drei bis fünf Zentimeter Tiefe und 18 bis 20 Zentimeter Durchmesser auf. Sollte der Wasserstand steigen, können die Vögel langsam die Eier und das Nest verlegen.

### Gelege und Jungvögel

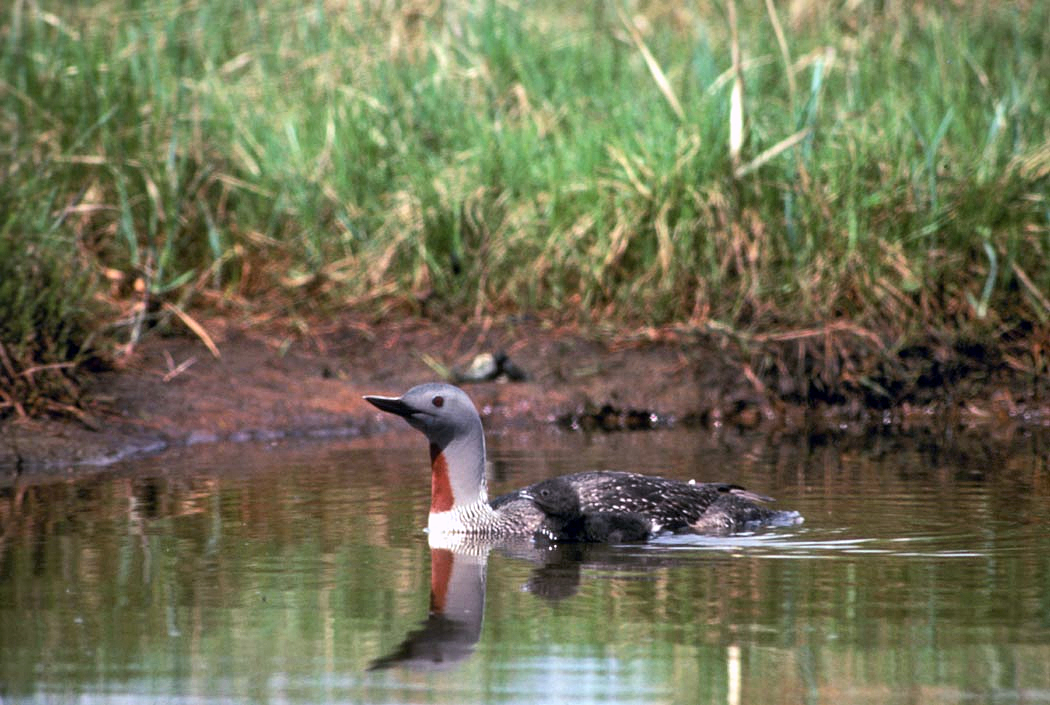
Sterntaucher im Prachtkleid, begleitet von einem Jungvogel

Die Eiablage erfolgt in Schottland und Skandinavien schon ab Anfang Mai bis Anfang Juli, im Westen Sibiriens erst ab Mitte Juni. Das Gelege besteht meist aus zwei, nur sehr selten aus einem oder drei Eiern, die auf olivbraunem bis dunkelbraunem Grund dunkel gefleckt sind. Die Eier werden in einem Abstand von 24 bis 36 Stunden gelegt. Sterntaucher ziehen im Jahr maximal eine Brut groß. Geht das Gelege zu Beginn der Bebrütung verloren, sind Sterntaucher in der Lage, ein zweites Mal Eier zu legen.
Die Bebrütung beginnt mit der Ablage des ersten Eis. Beide Elternvögel sind daran beteiligt, jedoch hat das Weibchen den höheren Anteil am Brutgeschäft. Der jeweils nicht auf dem Gelege sitzende Elternvogel hält sich in der Nähe auf dem Wasser auf oder befindet sich zur Nahrungssuche auf einem anderen Gewässer. Die Brutzeit dauert 25–30 Tage, der Schlupf der Küken erfolgt nicht synchron. Frisch geschlüpfte Küken wiegen durchschnittlich 65 Gramm. Sie sind keine Nestflüchter, sondern werden in ihren ersten Lebenstagen von den Elternvögeln im Nest gehudert. Bei mangelnder Nahrung kämpfen die Jungen intensiv, und oft überlebt nur ein Junges. Ältere Küken werden auch außerhalb des Nestes an geeigneten Stellen am Ufer gehudert, wohin die Elternvögel sie manchmal auf dem Rücken tragen. Während der ersten zwei Lebenswochen hält sich einer der beiden Elternvögel ständig bei den Küken auf. Ältere Küken verstecken sich, wenn die Elternvögel abwesend sind, in der Ufervegetation oder unter einem überhängenden Uferabschnitt. Bei Störungen können die Eltern sich wegbegeben, z. B. zum Nachbarsee, und rufen dann intensiv. Die Jungen können dann über Land mehrere hundert Meter hüpfen, geleitet von den Rufen.
Die Küken sind zu Beginn nicht in der Lage, selbstständig zu fressen, obwohl sie vom ersten Lebenstag an schwimmen und tauchen können. Sie werden von beiden Elternvögel gefüttert. Sie erbetteln sich Nahrung, indem sie vor den Elternvogel schwimmen und diesen an Brust und Schnabel picken. Ab einem Alter von vier bis sechs Wochen können sie selbstständig fressen, obwohl die kleinen Brutseen wenig Nahrung anbieten. Das Futter wird von den Eltern von größeren Seen oder vom Meer geholt, bis über 50 mal am Tag. Die Familiengruppe verlässt den Brutplatz, sobald die Jungen fliegen können (siehe auch oben), die Jungen werden aber weiter gefüttert, bis die Familie sich nach etwa acht bis zehn Wochen auflöst.

### Negative Einwirkungen auf das Brutgeschehen
Raubmöwen und Großmöwen wie Silber- und Eismöwe vernichten häufig Gelege der Sterntaucher. Dies geschieht gewöhnlich nur, wenn sie ein verlassenes Gelege finden. Der auf dem Nest sitzende Sterntaucher wird meist nicht von diesen Vogelarten behelligt. Aus diesem Grund spielt es für den Bruterfolg dieser Art eine große Rolle, wie stark Sterntaucher beispielsweise durch die Nähe zum Menschen während des Brutgeschehens beunruhigt werden. Sterntaucher, die sich durch Beunruhigung veranlasst sehen, ihr Gelege zu verlassen, kehren lange nicht zum Nest zurück, was die Gefahr deutlich erhöht, dass das Gelege in dieser Zeit vernichtet wird.

## Sterntaucher und Mensch
Der Sterntaucher wird in einigen Regionen seines Verbreitungsgebietes als Wildgeflügel gejagt. Eine gezielte Bejagung auf ihn findet jedoch in der Regel nicht statt, er wird nur gelegentlich gemeinsam mit anderen Vögeln geschossen.
Der Hals- und Bauchteil von Sterntauchern wurde früher in der Modeindustrie verarbeitet. Verwendet wurde er, um Damenhüte oder leichte Kragen und Applikationen zu arbeiten. Diese Praxis ist mittlerweile vollständig eingestellt.

## Bestand und Gefährdung
Der Weltbestand wurde von der IUCN im Jahr 2002 grob auf 490.000 bis 1,5 Millionen Individuen geschätzt und gilt als ungefährdet. Der europäische Brutbestand beträgt etwa 32.000 bis 92.000 Paare, davon leben mehr als 50 % im Gebiet des europäischen Russlands. Auf Grönland kommen zwischen 5.000 und 30.000 Brutpaare vor. Der europäische Winterbestand beträgt 51.000 bis 115.000 Individuen.
In Europa gibt es Bestandsrückgänge gegenwärtig nur noch in Teilen Fennoskandiens. Ansonsten ist der Bestand stabil oder nimmt wie in Großbritannien sogar leicht zu. Verglichen mit der Situation zu Beginn des 19. Jahrhunderts ist der Brutbestand heute aber deutlich niedriger, die Art hat sich trotz der Reduktion der Jagd nicht stärker erholt. Gefährdungsursachen sind vor allem Habitatverschlechterungen durch Versauerung, Eutrophierung und Schadstoffbelastung sowie Verbauung der Gewässer und Störungen während der Brutzeit.

## Belege